# 満願寺 (栃木市)
満願寺（まんがんじ）は、栃木県栃木市出流町 にある真言宗智山派の寺院。山号は出流山（いずるさん）。本尊は千手観世音菩薩で、坂東三十三観音霊場の第17番札所。
本尊真言：おん ばざら たらま きりく そわか
ご詠歌：ふるさとをはるばるここにたちいづる わがゆくすえはいづくなるらん

## 歴史
寺伝によれば天平神護元年（765年）勝道上人が創建したという。弘仁11年（820年）、空海が勝道上人の徳を慕って参詣し、その折りに当山の銘木で千手観世音菩薩を造立したとされる。幕末には出流山事件の舞台となった。

## 文化財
- 本堂 - 県指定有形文化財。明和元年（1764年）建立。
- 仁王門 - 市指定文化財。享保20年（1735年）建立。
- 出流鍾乳洞 - 市指定天然記念物
- 出流自然林 - 市指定天然記念物

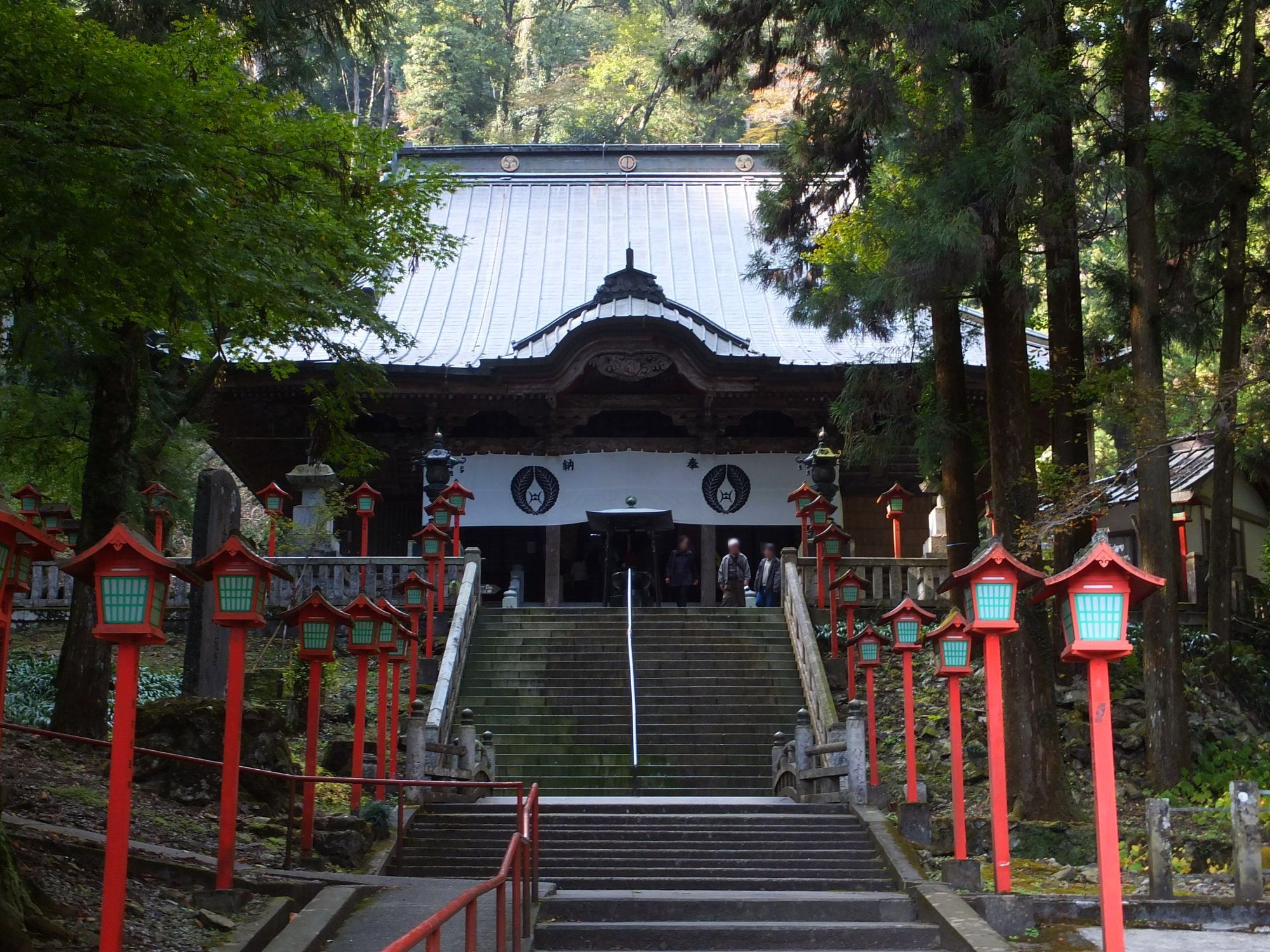
本堂（大御堂）
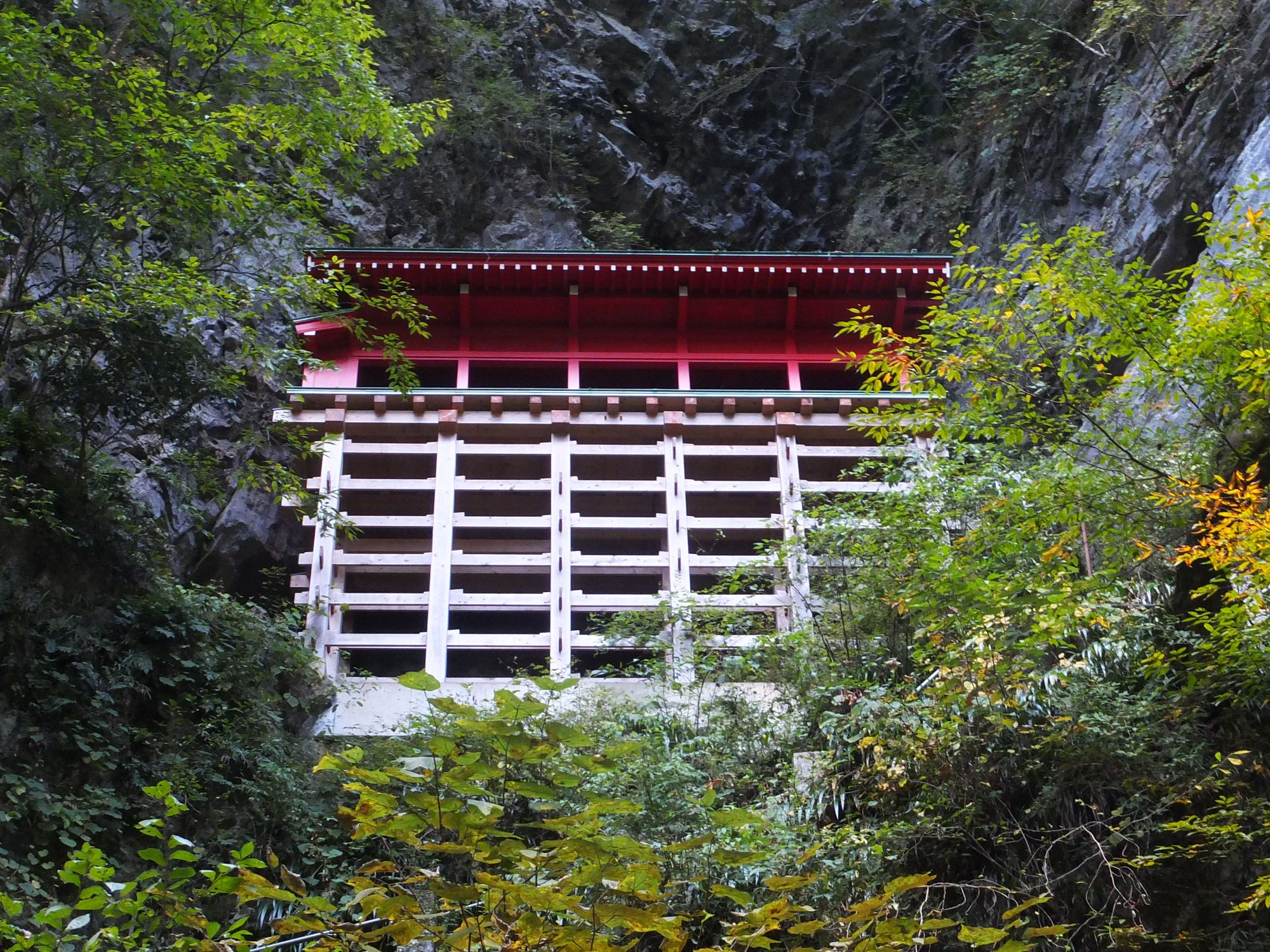
奥之院

## その他
- 大悲の滝
- 大日霊窟
- 不動霊窟

## 交通
- 両毛線（JR東日本）・東武日光線「栃木駅」より、ふれあいバス寺尾線「出流観音」下車、徒歩5分。

## 前後の札所
坂東三十三観音霊場
16 水澤寺　--　17 満願寺　--　18 中禅寺 (日光市)
関東八十八箇所
17 宝性寺 　--　特別 満願寺　--　18 長清寺 (栃木市)